# Sulejman Kapić
Sulejman Kapić alias  Aquarius (* 3. Februar 1925 in Sarajevo, Jugoslawien; † April 1998) war ein jugoslawischer bzw. bosnischer Filmproduzent.

## Leben
Kapić studierte an der Fakultät für Wirtschaftswissenschaften der Universität Zagreb. 1956 stieg er als Geschäftsführer der Jadran Film ins Filmgeschäft ein, damals die größte Filmgesellschaft Jugoslawiens. Ab 1960 vertrat er in München die jugoslawischen Filmgesellschaften bei internationalen Koproduktionen. Von 1969 bis 1991 war er CEO bei Jadran Film. Danach ging er in den Ruhestand.

## Filmografie
- 1968: Winnetou und Shatterhand im Tal der Toten (zusammen mit Zvonko Kovačić an der Seite von Artur Brauner, Rolf Meier und Götz Dieter Wulf[2]); Regie: Harald Reinl
- 1969: Lisice (alternativ: Handcuffs); Regie: Krsto Papić
- 1969: Wenn die Glocken läuten (original: Kad cujes zvona); Regie: Antun Vrdoljak
- 1971: Am Berg wächst eine grüne Fichte (original: U gori raste zelen bor); Regie: Antun Vrdoljak
- 1972: Der einsame Wolf (original: Vuk samotnjak); Regie: Obrad Gluščević
- 1973: Kuzis stari moj; Regie: Vanča Kljaković
- 1974: Whichever Way the Ball Bounces (original: Kud puklo da puklo); Regie: Rajko Grlić
- 1974: Die Nacht auf dem Revier (original: Deps); Regie: Antun Vrdoljak
- 1974: Predstava 'Hamleta' u Mrdusi Donjoj; Regie: Krsto Papić
- 1974: Der kleine Kapitän Mikula (original: Kapetan Mikula Mali); Regie: Obrad Gluščević
- 1975: Der gefährliche Clown (original: Hitler iz naseg sokaka): Regie: Vladimir Tadej
- 1975: Passion According to Matthew (original: Muke po Mati); Regie: Lordan Zafranović
- 1975: Bauernaufstand anno domini 1573 (original: Seljacka buna 1573); Regie: Vatroslav Mimica
- 1976: Der Rattengott (original: Izbavitelj; mit Dragan Josipović und Vesna Mort); Regie: Krsto Papić
- 1977: Nicht hinauslehnen (original: Ne naginji se van); Regie: Bogdan Žižić
- 1977: Snowstorm (original: Mecava); Regie: Antun Vrdoljak
- 1977: Daredevil's Time (original: Hajducka vremena); Regie: Vladimir Tadej
- 1978: Bravo maestro; Regie: Rajko Grlić
- 1979: Der Stein des Anstoßes (original: Novinar); Regie: Fadil Hadžić
- 1979: Drama einer Rückkehr (original: Povratak); Regie: Antun Vrdoljak
- 1981: You Love Only Once (original: Samo jednom se ljubi); Regie: Rajko Grlić
- 1981: Besuch aus der Galaxis (original: Gosti iz galaksije); Regie: Dušan Vukotić
- 1981: Fall of Italy (original: Pad Italije; zusammen mit Igor Prizmic); Regie: Lordan Zafranović
- 1981: Der Falke (original: Banović Strahinja; zusammen mit Rudolf Kalmowicz, Dragoljub Panovic, Milan Samec und Rüdiger von Hirschberg); Regie: Vatroslav Mimica
- 1984: Früher Schnee in München (original: Rani snijeg u Münchenu; zusammen mit Milan Zmukic); Regie: Bogdan Žižić
- 1984: Mala pljacka vlaka; Regie: Dejan Šorak
- 1985: Zum Glück gehören drei (original: Za srecu je potrebno troje; zusammen mit Milan Zmukic); Regie: Rajko Grlić
- 1986: Abendglocken (Vecernja zvona); Regie: Lordan Zafranović
- 1986: Obecana zemlja; Regie: Veljko Bulajić
- 1987: Der Offizier mit der Rose (original: Oficir s ruzom; zusammen mit Djordje Milojević); Regie: Dejan Šorak
- 1987: Sentenced (original: Osudjeni); Regie: Zoran Tadić
- 1988: The Glembays (original: Glembajevi); Regie: Antun Vrdoljak
- 1988: Večernja zvona (vier Episoden der TV-Serie für Radiotelevizija Beograd (RTB); Jadran-Film-Produktion)
- 1988: Aloa: Festivity of the Whores (original: Haloa - praznik kurvi; zusammen mit Miroslav Lilić); Regie: Lordan Zafranović
- 1989: Donator; Regie: Veljko Bulajić
- 1989: That Summer of White Roses (original: Djavolji raj; zusammen mit weiteren); Regie: Rajko Grlić
- 1991: Fragments: Chronicle of a Vanishing (original: Krhotine; zusammen mit Miroslav Lilić; auch Produktionsleitung); Regie: Zrinko Ogresta